# Deorro
Deorro, właśc. Erick Orrosquieta (ur. 30 sierpnia 1991 w Los Angeles) – amerykański DJ i producent muzyczny związany z wytwórnią Ultra Records.  
Urodził się 30 sierpnia 1991 roku w Los Angeles, jednak jego rodzice są emigrantami z Meksyku.

## Kariera
Już w wieku 14 lat grywał na lokalnych imprezach jako DJ. W wieku 17 lat zaczął produkcję własnej muzyki, dzięki czemu w 2012 roku został poproszony przez DJ-a Chuckiego o zremiksowanie jego piosenki pt.: „Make Some Noise”. Utwór dotarł do TOP 50 w portalu Beatport. Zajmował się również remiksami dla takich artystów jak Steve Aoki, Laidback Luke czy Gareth Emery.
W kwietniu 2014 roku Deorro wydał swój singiel "Five Hours". Odniósł sukces i dotarł do prestiżowej listy TOP 50 internetowego sklepu z muzyką Beatport.
17 maja 2014 roku ogłosił za pośrednictwem Twittera, iż robi sobie przerwę od występów na rzecz produkcji muzyki i zarządzania swoją własną wytwórnią PandaFunk.

## Dyskografia

### Albumy
- 2017 – Good Evening

### Single
- 2013 – „Yee”
- 2014 – „Freak” (oraz Steve Aoki i Diplo gościnnie Steve Bays)
- 2014 – „Flashlight” (oraz R3hab)
- 2014 – „Five Hours”
- 2014 – „Rambo” (oraz J-Trick)
- 2014 – „Perdóname” (oraz DyCy & Adrian Delgado)
- 2015 – „Five More Hours” (oraz Chris Brown) – platynowa płyta w Polsce[6]
- 2016 – „Bailar” (gościnnie Elvis Crespo) – złota płyta w Polsce[7]
- 2017 – „Rise And Shine”
- 2017 – „Andele”